# Fitxer binari

Un bolcat hexadecimal d'un fitxer binari.

Un fitxer binari és un fitxer informàtic que conté informació de qualsevol tipus codificada en binari per al propòsit d'emmagatzematge i processament en ordinadors. Per exemple els fitxers informàtics que emmagatzemen text formatat o fotografies, així com els fitxers executables que contenen programes.
Molts formats binaris contenen parts que poden ser interpretades com a text. Un fitxer binari que només conté informació de tipus textual sense informació sobre el format del mateix es diu que és un fitxer de text pla. Habitualment es contraposen els termes «fitxer binari» i «fitxer de text» de manera que els primers no contenen solament text.

## Formats de fitxers binaris
Habitualment es pensa en els fitxers binaris com una seqüència de bytes, és a dir, dígits binaris (bits) que s'agrupen de vuit en vuit. Aquests bytes solen ser interpretats com alguna cosa que no siguin caràcters de text. Un exemple típic són els programes d'ordinador  compilats; de fet, les aplicacions o programes compilats són coneguts com a binaris, especialment entre els programadors. Però un fitxer binari pot emmagatzemar imatges, so, versions comprimides d'altres fitxers, etc. En poques paraules, qualsevol tipus d'informació.
Alguns fitxers binaris tenen una capçalera. Aquesta capçalera és un bloc de metadades que un programa informàtic usarà per interpretar correctament la informació continguda. Per exemple, un fitxer GIF pot consistir en múltiples imatges i la capçalera s'usa per identificar i descriure cada bloc de dades de cada imatge. Si el fitxer binari no té capçalera es diu que és un fitxer binari pla.

## Manipulació de fitxers binaris
Per enviar fitxers binaris a través de diversos sistemes (com el correu electrònic) que no permeten tots els tipus de dades, aquests es converteixen a una representació textual com ho diuen les normes (usant, per exemple, Base64). Aquesta codificació té l'inconvenient d'incrementar la grandària del fitxer un 30% aproximadament durant la transmissió, a més de precisar una descodificació en el receptor per recuperar la informació binària de tota mena de cèdules primàries i secundàries pels fitxers codificats textualment.
El Microsoft Windows permet als programadors especificar un paràmetre de crida al sistema que indiqui si un fitxer és de text o binari; Unix no ho permet i tracta a tots els fitxers com binaris. Això reflecteix el fet que la distinció entre els dos tipus de fitxers és fins a cert punt arbitrària.

## Visualització de fitxers binaris
Si s'obre un fitxer binari en un editor de text, cada grup de vuit bits seran traduïts normalment com un caràcter aïllat i segurament s'observarà un galimaties inintel·ligible de caràcters o bé petits quadrats que contenen el nombre hexadecimal del no caràcter. Si s'intentés obrir amb algun altre programa, aquest programa donaria un ús propi a cada byte: el programa podria tractar cada byte com un nombre i crear un flux de dades de sortida de nombres entre 0 i 255, o potser interpreti cada byte com un color i visualitzi un dibuix. Si el fitxer és tractat com un executable i s'executa, l'ordinador tractarà d'interpretar el fitxer com una sèrie d'instruccions en el seu propi llenguatge màquina.
Es pot utilitzar un editor hexadecimal per observar els valors hexadecimals (i possiblement també decimals, binaris o ASCII) dels corresponents bytes del fitxer binari. Els bytes es poden manipular canviant el valor hexadecimal en l'editor.